# Le avventure di Marco Polo
Le avventure di Marco Polo (アニメーション紀行 マルコ・ポーロの冒険,?, Animation kikō Marco Polo no boken) è un anime televisivo giapponese prodotto in 43 episodi da Madhouse e NHK, liberamente ispirato alle avventure raccontate da Marco Polo nel libro di memorie Il Milione. È unico nel suo genere per inserimenti di immagini riprese dal vivo in stile documentaristico. In Italia la serie è stata trasmessa per la prima volta nel 1982 su alcune televisioni locali.

## Trama
La storia è ambientata a partire dal 1271. Marco Polo è un ragazzo veneziano di 17 anni che, assieme al padre Niccolò e allo zio paterno Matteo, intraprende un grande viaggio verso Est. Le tante persone che Marco incontrerà e le innumerevoli esperienze ed avventure vissute lo accompagneranno nella sua maturazione.

## Sigle
Sigla iniziale italiana
L'Oriente di Marco Polo, musica di Stelvio Cipriani, testo di Franca Evangelisti, è interpretata dagli Oliver Onions.
Sigla finale italiana
Marco Polo, musica di Guido e Maurizio De Angelis, testo di Cesare De Natale, è interpretata dagli Oliver Onions.

## Doppiaggio
| Personaggi           | Voce giapponese | Voce italiana         |
| -------------------- | --------------- | --------------------- |
| Marco Polo           | Kei Tomiyama    | Claudio Capone        |
| Matteo Polo          | Kousei Tomita   | Carlo Baccarini       |
| Niccolò Polo         | Yasuo Hisamatsu | Marcello Tusco        |
| Kumi                 |                 | Massimiliano Manfredi |
| Principessa Kokachin | Hiroko Suzuki   | Roberta Greganti      |
| Champodo             | Akira Kamiya    | Mino Caprio           |
| Sceriffo             | Gorō Naya       | Dario Penne           |
| Capitano Della Nave  |                 | Vittorio Congia       |
| Voce Narrante        | Asao Koike      | Oreste Rizzini        |

## Episodi
| Nº | Titolo italiano Giapponese 「Kanji」 - Rōmaji                                              | In onda           | In onda |
| Nº | Titolo italiano Giapponese 「Kanji」 - Rōmaji                                              | Giapponese        |         |
| 1  | Partenza per un lungo viaggio 「はるかなる旅立ち」 - harukanaru tabidachi                  | 7 aprile 1979     |         |
| 2  | Alla ricerca dell'olio santo 「聖なる油を求めて」 - hijiri naru abura wo motome te         | 14 aprile 1979    |         |
| 3  | I due frati 「二人の僧侶」 - futari no sōryo                                               | 21 aprile 1979    |         |
| 4  | Addio stella di Nefud 「さらばネフドの星よ」 - saraba nefudo no hoshi yo                   | 28 aprile 1979    |         |
| 5  | Il fuoco del diavolo 「悪魔の火」 - akuma no hi                                            | 5 maggio 1979     |         |
| 6  | Predoni di Kaurana 「砂漠の盗賊カラウナス」 - sabaku no tōzoku karaunasu                   | 12 maggio 1979    |         |
| 7  | La piastra d'oro 「黄金のパイザ」 - ōgon no paiza                                          | 19 maggio 1979    |         |
| 8  | L'illusione di Baghdad 「バグダットの幻想」 - bagudatto no gensō                           | 26 maggio 1979    |         |
| 9  | Il ragazzo che scomparve nel Mar Caspio 「カスピに消えた少年」 - kasupi ni kie ta shōnen   | 2 giugno 1979     |         |
| 10 | La valle degli assassini 「暗殺者教団の谷」 - ansatsu mono kyōdan no tani                  | 16 giugno 1979    |         |
| 11 | I venti brucianti di Hormuz 「ホルムズの熱い風」 - horumuzu no atsui kaze                  | 30 giugno 1979    |         |
| 12 | Una storia romantica nascosta in un tappeto 「じゅうたんに秘めた恋」 - jūtanni hime ta koi | 14 luglio 1979    |         |
| 13 | L'amicizia di un adoratore del fuoco 「拝火教徒の友情」 - haika kyōto no yūjō              | 21 luglio 1979    |         |
| 14 | La ribellione 「反乱」 - hanran                                                            | 4 agosto 1979     |         |
| 15 | La valle delle illusioni 「まぼろしの谷」 - maboroshino tani                               | 1º settembre 1979 |         |
| 16 | Il colore della vita 「命の色」 - inochi no shoku                                          | 8 settembre 1979  |         |
| 17 | Il fantasma Chapandoz 「まぼろしの騎士チャパンドウ」 - maboroshino kishi chapandō          | 15 settembre 1979 |         |
| 18 | Attraversando lo spaventoso Pamir 「パミール越えの恐怖」 - pamiru koe no kyōfu             | 22 settembre 1979 |         |
| 19 | Il cavaliere di Tien Shan 「天山に消えた少女」 - tenzan ni kie ta shōjo                    | 29 settembre 1979 |         |
| 20 | Il deserto degli spiriti cattivi 「悪霊の砂漠」 - akuryō no sabaku                         | 6 ottobre 1979    |         |
| 21 | Una congiura 「燃え上る陰謀」 - moe noboru inbō                                            | 13 ottobre 1979   |         |
| 22 | L'enigma del cavallo volante 「天駆ける謎の旗」 - ten kake ru nazo no hata                 | 20 ottobre 1979   |         |
| 23 | Il re dei re 「王の中の王フビライ」 - ō no nakano ō fubirai                                | 3 novembre 1979   |         |
| 24 | La missione segreta 「密命下る」 - mitsu inochi kudaru                                     | 10 novembre 1979  |         |
| 25 | Il grande serpente di Carajan 「カラジャンの大蛇」 - karajan no orochi                     | 17 novembre 1979  |         |
| 26 | Il messaggio delle cento oche 「百雁の便り」 - hyaku gan no tayori                         | 24 novembre 1979  |         |
| 27 | L'arma segreta 「秘密兵器・回回砲」 - himitsuheiki. kai kai hō                             | 1º dicembre 1979  |         |
| 28 | Il segreto della tomba dei re 「王家の墓の秘密」 - ōke no haka no himitsu                  | 8 dicembre 1979   |         |
| 29 | La furia dello Yangtze 「揚子江決壊」 - yōsukō kekkai                                      | 15 dicembre 1979  |         |
| 30 | I tesori del Giappone 「ジパングの宝」 - jipangu no takara                                 | 22 dicembre 1979  |         |
| 31 | L'invasione di Chipang 「ジパングを撃て」 - jipangu wo ute                                 | 5 gennaio 1980    |         |
| 32 | La morte di Achmad 「アクマッドの最期」 - akumaddo no saigo                                | 12 gennaio 1980   |         |
| 33 | La missione di Sua Maestà 「新たなる旅立ち」 - arata naru tabidachi                        | 19 gennaio 1980   |         |
| 34 | La furia del tifone 「南海の嵐」 - nankai no arashi                                        | 26 gennaio 1980   |         |
| 35 | La rabbia del grande elefante 「巨象の怒り」 - kyozō no ikari                              | 2 febbraio 1980   |         |
| 36 | L'infido stretto di Malacca 「魔の海峡マラッカ」 - ma no kaikyō marakka                    | 9 febbraio 1980   |         |
| 37 | Il segreto della giungla 「密林の秘密」 - mitsurin no himitsu                              | 16 febbraio 1980  |         |
| 38 | L'eredità di Rajah 「ラジャの遺産」 - raja no isan                                         | 23 febbraio 1980  |         |
| 39 | L'isola dei gioielli e dell'intrigo 「宝石と陰謀の島」 - hōseki to inbō no shima           | 8 marzo 1980      |         |
| 40 | Il miracolo del tempio che si muove 「シヴァの奇蹟」 - shiva no kiseki                     | 15 marzo 1980     |         |
| 41 | Il legame tra padre e figlio 「父と子の絆」 - chichi to ko no kizuna                       | 22 marzo 1980     |         |
| 42 | Il grande viaggio finisce 「大いなる旅路」 - ooi naru tabiji                               | 29 marzo 1980     |         |
| 43 | L'ultimo viaggio 「想いは東方を駆けて」 - omoi ha tōhō wo kake te                          | 5 aprile 1980     |         |

## Recupero della serie
Dopo la prima trasmissione in Giappone, per un errore tecnico, i master originali della serie vennero perduti e rimase assente per diversi anni sui teleschermi.
Il prodotto è frutto del montaggio di immagini da due supporti differenti: le animazioni tradizionali prodotte da Madhouse in pellicola a 16 mm e le riprese dal vivo dai nastri di repertorio della NHK. In fase di video produzione, si scelse di non realizzare i master della serie in pellicola ma di eseguire direttamente il montaggio video analogico sui nastri magnetici destinati alla trasmissione televisiva, unendo quindi le animazioni riversate su nastro alle immagini in live action già masterizzate, prima di procedere al doppiaggio. I nastri usati per la trasmissione vennero sovrascritti dopo la messa in onda, come da prassi negli archivi della NHK, senza sapere che i corrispondenti master in pellicola (realizzati in un secondo momento a partire dal nastro) non erano stati conservati nell'archivio della rete televisiva, quindi si persero le uniche copie degli episodi eccetto l'1 e il 43.
Dal 2013, la NHK ha cercato di fare ammenda ricercando qualsiasi copia e registrazione anche amatoriale fatta dai fans e dagli addetti ai lavori, riuscendo però a ricostruire solo in minima parte la serie. Solo nel dicembre 2020 sono state rinvenute le pellicole a 16 mm create a partire dai master televisivi per la distribuzione internazionale (assieme alle pellicole originali vi erano le copie realizzate per l'Italia, restituite al distributore dopo l'acquisizione). Il ritrovamento, avvenuto nell'archivio di una società di restauro cinematografico di Yokohama che all'epoca si occupò della produzione e distribuzione delle pellicole, ha permesso alla NHK di rientrare in possesso del video integrale e della colonna sonora internazionale (musiche e rumori di fondo, ma senza i dialoghi). NHK ha quindi rilanciato l'appello agli appassionati per recuperare il doppiaggio giapponese e ricostruire integralmente la serie, e ha annunciato la possibilità di un restauro in 4K dalle pellicole ritrovate.
La ritrasmissione in chiaro della serie recuperata e restaurata in 4K è stata annunciata il 13 febbraio 2025, da parte della stessa NHK. Viene trasmessa sul canale satellitare NHK BS Premium 4K dal 17 febbraio, e verrà riproposta in chiaro su NHK General TV dal 5 aprile 2025. La trasmissione sarà preceduta da un documentario di 43 minuti sul restauro e recupero della serie in onda il 28 marzo 2025, e le sarà dedicata un evento speciale per i fans che si terrà il 13 aprile 2025 nella città di Kawaguchi.